# Trehörningen (Nacka socken, Södermanland)
Trehörningen är en sjö i Nacka kommun i Södermanland och ingår i Norrström-Tyresåns kustområde. Sjön är 4,4 meter djup, har en yta på 0,0658 kvadratkilometer och befinner sig 30,2 meter över havet.

## Delavrinningsområde

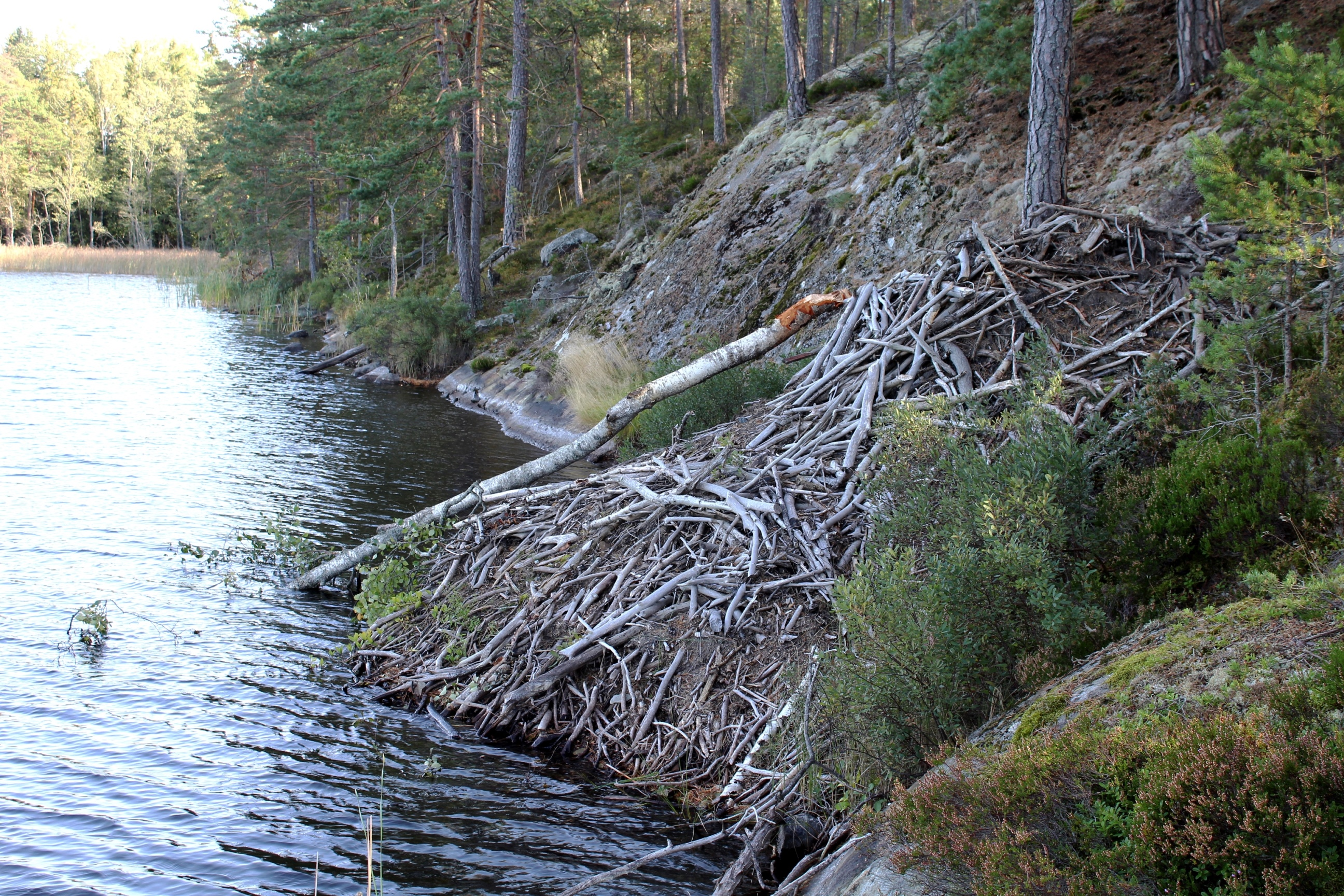
Bäverborg vid Trehörningen.

Trehörningen ingår i det delavrinningsområde (657517-164060) som SMHI kallar för Rinner mot Erstaviken. Medelhöjden är 27 meter över havet och ytan är 3,89 kvadratkilometer. Det finns inga avrinningsområden uppströms utan avrinningsområdet är högsta punkten. Avrinningsområdets utflöde mynnar i havet, utan att ha någon enskild mynningsplats. Avrinningsområdet består mestadels av skog (51 procent). Avrinningsområdet har 0,78 kvadratkilometer vattenytor vilket ger det en sjöprocent på 3,9 procent. Bebyggelsen i området täcker en yta av 6,35 kvadratkilometer eller 31 procent av avrinningsområdet.